# 1967 في تركيا
فيما يلي قوائم الأحداث التي وقعت خلال عام 1967 في تركيا.

## رياضة
- 17 سبتمبر – كارثة ملعب قيصرية أتاتورك

## مواليد

### يناير
- 1 يناير – محمد شيمشك سياسي تركي.
- 1 يناير – مصطفى بال أوغلو

### فبراير
- 1 فبراير – أورهون إيني لاعب كرة سلة تركي.

### مارس
- 8 مارس – أسلي أردوغان كاتبة تركية، وناشطة في حقوق الإنسان، وكاتبة عمود.

### أبريل
- 4 أبريل – علي باباجان سياسي تركي.

### سبتمبر
- 11 سبتمبر – فولكان إيزيك سائق سيارة سباق تركي.

### أكتوبر
- 23 أكتوبر – أوغوز جاليلي

### نوفمبر
- 4 نوفمبر – أورخان أديب إرتورك ممثل تركي.
- 4 نوفمبر – يلماز أردوغان
- 6 نوفمبر – بروين بولدان سياسية تركية.

## وفيات

### يناير
- 1 يناير – الشريف فواز مهنا (مواليد 1906) مهندس معماري أردني.

### فبراير
- 4 فبراير – جواد رفعت الطيهان (مواليد 1892)